# Lampsilis ornata
Lampsilis ornata är en musselart som först beskrevs av Conrad 1835.  Lampsilis ornata ingår i släktet Lampsilis och familjen målarmusslor. IUCN kategoriserar arten globalt som livskraftig. Inga underarter finns listade i Catalogue of Life.